# Diva Futura (film)
Diva Futura è un film del 2024 scritto e diretto da Giulia Louise Steigerwalt, ispirato alle vicende legate all'omonima agenzia italiana di casting e produzione specializzata in pornografia e tratto dal romanzo Non dite alla mamma che faccio la segretaria di Debora Attanasio. Per la realizzazione del film Giulia Louise Steigerwalt si è basata anche sull'autobiografia di Riccardo Schicchi Oltraggio al pudore del 1995 riedita 30 dopo con postfazione di Éva Henger e prefazione di Debora Attanasio.

## Trama
Nell'Italia della fine degli anni '80 e inizi degli anni '90, la giovane Debora Attanasio è alla disperata ricerca di lavoro per pagare il mutuo della propria abitazione a Roma. La ragazza viene finalmente assunta come segretaria dall'agenzia di casting e produzione Diva Futura, specializzata nella produzione di film erotici e pornografici. Qui incontra i produttori Riccardo Schicchi e Massimiliano Caroletti, oltre che diverse pornostar, tra cui Ilona Staller (Cicciolina), Moana Pozzi e Éva Henger. La giovane segretaria si ritrova immersa in un mondo di gelosie, inganni, vendette e contraddizioni tra i vari fondatori e attori dell'azienda, constatando il lento declino della stessa.
Il film si conclude con la morte di Riccardo Schicchi.

## Produzione
Il film, diretto da Giulia Louise Steigerwalt, è ispirato al libro Non dite alla mamma che faccio la segretaria di Debora Attanasio, la quale ha curato la sceneggiatura assieme alla regista. Il progetto è stato prodotto da Groenlandia, Piper Film e Rai Cinema.
A partire da metà 2023 sono partite le selezioni per scegliere gli attori. Nel gennaio 2024 il primo nome ad essere annunciato è stato quello di Pietro Castellitto nei panni di Riccardo Schicchi, nei giorni successivi sono state annunciate Tesa Litvan nel ruolo di Éva Henger, Barbara Ronchi nel ruolo di Debora Attanasio, Denise Capezza nel ruolo di Moana Pozzi, Lidija Kordic nel ruolo di Ilona "Cicciolina" Staller e Davide Iachini nel ruolo di Massimiliano Caroletti. Ad interpretare Mercédesz è la sorella Jennifer Caroletti, nata dall'amore tra Éva Henger e Massimiliano Caroletti.

## Promozione
Il primo trailer è stato diffuso il 4 settembre 2024. Il film esce nelle sale a partire dal 6 febbraio 2025.

## Distribuzione
Il film è stato presentato in anteprima alla 81ª Mostra internazionale d'arte cinematografica di Venezia il 4 settembre 2024. Il 7 novembre viene presentato allo Zagreb Film Festival.
È stato distribuito nelle sale dal 6 febbraio. Dal 27 maggio 2025 è disponibile su Netflix.

## Accoglienza

### Critica
Parte della critica si è soffermata sul tono eccessivamente celebrativo del progetto, sulla generale confusione nello sviluppo del racconto e sulla piattezza del prodotto, definendolo «poco convincente», «interessante ma eccessivamente lungo», e «più piatto e meno brillante» rispetto a un altro film sull'industria del porno, Boogie Nights. Allo stesso tempo viene definito da altri critici «colorato biopic deliziosamente pop che però non rinuncia a denunciare l’ipocrisia imperante in Italia quando si parla di sesso e desiderio»; «scritto dalla stessa regista, sa toccare, sa commuovere, ma molto spesso diverte». «Il grande pregio di Diva Futura sta nell’aver restituito dignità e tridimensionalità a queste icone del porno italiano, ridotte a macchiette per tutta la loro vita e, nel caso di Moana, anche dopo la sua morte. Il perno della storia però resta Schicchi, interpretato in maniera magistrale da Pietro Castellitto»

## Riconoscimenti
- 2024 - Mostra internazionale d'arte cinematografica di Venezia
  - In concorso per il Leone d'oro
- 2025 - Nastro d'argento
  - migliore attore in un film commedia a Pietro Castellitto
  - Candidatura al migliore film commedia
  - Candidatura alla miglior attrice in un film commedia a Barbara Ronchi